# 费里区
费里区是阿爾巴尼亞的36个旧区之一，这些区份在2000年7月全部撤销，并由新成立的12个州份取代。该区面积为850平方公里，人口数量为200,154人（2001年）。该区位于阿尔巴尼亚西南部，区府为费里市。该区的范围为现今的非夏爾州的费里、帕托斯和羅斯科韋茨三市镇。